# Michael Rom
Michael Rom (* 7. Juli 1957 in Wittenberge; † 29. April 1991 in Berlin) war ein deutscher Dichter. Er gehörte zu der in den frühen 1980er-Jahren in Dresden ansässigen Künstler- und Literaturszene. Er war ab 1980 auch Sänger der DDR-Punk-Band Zwitschermaschine.

## Leben
Nach einer Lehre als Instandhaltungsmechaniker und dem Armeedienst arbeitete Rom seit 1978 im Schloss Moritzburg und im Radeburger Heimatmuseum. Bei der Arbeit an einer Kunstausstellung im Radeburger Heimatmuseum lernte Rom Anfang der 1980er-Jahre die Kunststudenten Cornelia Schleime und Ralf Kerbach kennen, die an der Dresdner Hochschule für bildende Künste studierten. Aus der Zusammenarbeit ging ein Musikprojekt hervor mit Ralf Kerbach (Gitarre) und Rom als zweiten Vokalisten neben Cornelia Schleime. Später stießen Matthias Zeidler (Bass) und Wolfgang Grossmann (Schlagzeug) hinzu. Zunächst unter den Bandnamen Ende und Schwarz/Weiß agierend, nannte man sich Vierte Wurzel aus Zwitschermaschine, das zuletzt zu Zwitschermaschine verkürzt wurde. Darüber hinaus gehörte Rom mit Volker Palma und Christine Schlegel zu den Gründern des Experimentaltheaters SUM. 1980/81 beteiligte sich Rom an der von Franz Fühmann für die Akademie der Künste der DDR initiierten, aber unveröffentlicht gebliebenen Akademie-Anthologie, einer Sammlung von 30 Autoren, die in der DDR nicht erscheinen konnten. 1982 stellte Michael Rom einen Ausreiseantrag und siedelte im Februar 1984 in die Bundesrepublik über, zuerst nach Frankfurt/M. und Ende der 1980er-Jahre nach Westberlin, wo er als Autor arbeitete. Laut Sächsischer Zeitung wurde Rom 1991 in Berlin bei einem Raubüberfall auf ein Hotel erschossen. Sein Nachlass wurde – lange verschollen – wiederentdeckt und 2018 von seinem früheren Bandkollegen Wolfgang Grossmann in einem Buch veröffentlicht.

## Werke
Von Michael Rom erschienen Beiträge in Künstlerbüchern und den nicht offiziellen Zeitschriften LIANE (Ostberlin) und UND (Dresden), in KultUhr, Rossbreiten, Sprache im technischen Zeitalter und in Anthologien, u. a. in:
- Berührung ist nur eine Randerscheinung. Neue Literatur aus der DDR. Kiepenheuer & Witsch Köln 1985 (Hrsg. Elke Erb und Sascha Anderson)
- Vogel oder Käfig sein. Kunst und Literatur aus unabhängigen Zeitschriften in der DDR 1979-1989. Druckhaus Galrev Berlin 1992, ISBN 3-910-16110-3 (Hrsg. Klaus Michael und Thomas Wohlfahrt).

Ferner Katalogtexte u. a. zu Ausstellungen von Ohui Cha, Ralf Kerbach, Christine Schlegel.